# Serge Depaquit
Pour les articles homonymes, voir Depaquit.
Serge Depaquit, né le 3 août 1929 à Paris et mort le 19 décembre 2022 à Longjumeau, est une personnalité du Parti communiste français, puis des mouvements de gauche alternative française. Il est de 1983 à 1984, secrétaire national du Parti socialiste unifié. Il est depuis 2002 le vice-président de l'Association pour la démocratie et l'éducation locale et sociale (Adels).
Le rôle de Serge Depaquit en tant que personnalité du communisme français durant la période qui va du XXe congrès du Parti communiste de l'Union soviétique (1956) aux événements de mai-juin 1968 en France est connu par le témoignage de Philippe Robrieux, livré une première fois dans son ouvrage paru en 1975 , Maurice Thorez, Vie secrète et Vie publique et développé en 1977 dans : Notre Génération communiste.

## Le «mentor» de l'Union des étudiants communistes
Né dans une famille ouvrière du XIIIe arrondissement à Paris, Serge Depaquit poursuit des études d'ingénieur à l'École supérieure d'optique, et qui adhère à l'âge de vingt ans au Parti communiste français et à l'Union de la Jeunesse républicaine de France, l'UJRF, plus connu sous le nom de « Jeunesses communistes ». Il côtoie alors Paul Laurent et Marcel Rigout. En 1955, il devient permanent de cette organisation de jeunes, et le PC lui propose de partir pour Prague, siège de l'Union internationale des étudiants (UIE), afin de représenter celle-ci : après quelques tergiversations, hésitant à laisser de côté sa vie professionnelle, il accepte, et y rencontra Jili Perikan, le président de l'UIE, qui lui conta quelques anecdotes édifiantes sur les retournements de la vie politique sous Staline.
En 1956, lors de son XIVe Congrès, tenu au Havre, le PCF le désigne pour être secrétaire administratif de l'Union des étudiants communistes (UEC) nouvellement créée, formant alors un tandem avec Philippe Robrieux, de sept ans son cadet. Serge Depaquit est chargé des tâches administratives de l'organisation étudiante, dont les dirigeants sont, par nature, appelés à changer régulièrement (Jeannette Pienkny, etc.). Il joue un peu le rôle de mentor de dirigeants plus jeunes. La dénonciation du stalinisme sous Khrouchtchev au XXe congrès du Parti communiste de l'Union soviétique en 1956, ainsi que l'influence de Laurent Casanova font de lui un tenant des idées novatrices au sein du Parti communiste français, l'UEC prenant de plus en plus le parti pris des krouchtéviens. C'est ainsi qu'à partir de 1959-1960, il soutient les positions du Parti communiste italien dirigé par Palmiro Togliatti et au sein du PCF, celles de Casanova et Servin mis sur la touche au début de l'année 1961 (Voir Affaire Servin-Casanova). Casanova, à la surprise de Depaquit et Robrieux, soutient l'initiative de l'UNEF qui propose de renouer avec l'UGEMA, la branche universitaire du FLN. Depaquit, qui reste l'éminence grise de l'UEC, prend alors parti pour « l'insoumission » contre la guerre d'Algérie. L'année suivante, il convainc le bureau de l'UEC, avec l'appui a posteriori de Casanova, de feindre l'« auto-critique » afin de permettre aux jeunes de garder le contrôle de l'UEC. Ainsi, au XVIe   congrès du PCF (1961), le nouveau secrétaire général de l'UEC, Jean Piel, prétend se soumettre à la ligne du PCF.
En 1962, il est muté dans une entreprise commerciale du PCF, mais selon Philippe Robrieux, continue à jouer jusqu'en 1965 un rôle essentiel de conseiller auprès des dirigeants de l'UEC, plus ou moins en rébellion contre la direction du Parti communiste français. Après sa rupture avec le PCF, il devient employé du CNRS.
Resté adhérent du parti communiste jusqu'en 1968, il s'engage dans le mouvement de Mai 68 et rompt définitivement avec le PCF dont il est exclu.

## De mai 68 au PSU
Il participe alors à l'animation de petites formations regroupant des communistes dissidents, comme le Comité d'initiative pour un mouvement révolutionnaire, et, surtout, le centre d'initiative communiste (CIC) où il retrouva Victor Leduc, le principal représentant des « italiens » du PCF des années 60.
En 1973, le CIC décide de rejoindre le Parti socialiste unifié et de se fondre dans la minorité de gauche du parti, animée par Michel Mousel et Charles Piaget, qui s'oppose à la ligne moderniste de Michel Rocard. Après la décision des rocardiens de rejoindre le Parti socialiste, Depaquit entre à la direction politique provisoire du PSU. Élu membre du bureau national dans la foulée, il est chargé de l'expression extérieure du parti. Il accède à la tête du PSU quand Huguette Bouchardeau est nommée, en mars 1983, dans le gouvernement Mauroy.
Tête de la liste « Différents de gauche » que le PSU présente avec les communistes démocrates unitaires proches d'Henri Fiszbin, à l'élection européenne de 1984, il obtient 0.74 % des voix.
Au congrès de décembre du PSU, la majorité du parti explose et Depaquit quitte la direction, avant de quitter le parti sur la pointe des pieds.

## Dans les mouvements civiques après le PSU
Il participe à de nombreux mouvements civiques après son engagement au Parti socialiste unifié.
Il est à l'origine de l'Association pour l'autogestion, l'initiative locale et l'économie sociale (AILES), puis du Forum de la gauche citoyenne, et vice-président de l'Association pour la démocratie et l'éducation locale et sociale, qui édite la revue Territoires dans laquelle il signe de nombreux articles d'analyse politique.
Il est l'auteur du livre Renouveler la démocratie, oui... mais comment? (Adels-Territoires, 2005).
Il s'intéresse aux thèmes de la démocratie délibérative, du mouvement social, mais aussi du développement durable, notamment au sein de l'association 4D (Dossiers et débats pour un développement durable), dont il collabore au comité scientifique.